# Władysław Dominik Zasławski
Pour les articles homonymes, voir Zasławski.
Władysław Dominik Zasławski (vers 1616-1656) était un noble polonais, membre de la famille Zasławski, 3e ordynat d'Ostroh, grand écuyer de la Couronne.
Tour à tour voïvodie de Sandomir en 1645, voïvode de Cracovie en 1649, staroste de Loutsk de 1639 à 1653, regimentarz de la Couronne en 1648, Zasławski est un des plus puissants magnats polonais de son temps, le deuxième plus riche, après Stanisław Lubomirski.

## Biographie
Il est le fils d'Aleksander Zasławski et d'Eufrozyna Ostrogska.
En 1648, le chancelier Jerzy Ossoliński (en) le charge de la levée en masse contre le soulèvement de Khmelnytsky. Le 23 septembre 1648, il est le commandant en chef et à ce titre, responsable de la défaite à la bataille de Pyliavtsi. De juin à juillet 1651, il participe à la bataille de Berestetchko. Pendant la Première guerre du Nord (1655-1160), fidèle au roi Jean II Casimir Vasa et membre de la Confédération de Tyszowce, il prépare la défense de Przemyśl.
Il meurt le 5 mai 1656.

## Mariages et descendance
En 1634, Zasławski épouse Zofia Ligęzianka qui décède en 1649. L'année suivante, il épouse Katarzyna Sobieska qui lui donne deux enfants :
- Aleksander Janusz Zasławski (1650-1682 ?), 4e ordynat d'Ostrog, dernier représentant male de la famille Ostrogski
- Teofila Ludwika Zasławska (en) (vers 1650-1615), épouse de Dymitr Jerzy Wiśniowiecki et de Józef Karol Lubomirski

## Sources
- Notices d'autorité :   - VIAF
  - ISNI
  - GND
  - Pologne
  - NUKAT

- (en) Cet article est partiellement ou en totalité issu de l’article de Wikipédia en anglais intitulé « Władysław Dominik Zasławski » (voir la liste des auteurs).